# MEGA SHAKE IT!/ハッピーポンコツ
「MEGA SHAKE IT!／ハッピーポンコツ」（メガ・シェイク・イット／ハッピーポンコツ）は、キュウソネコカミのメジャー初のシングル。2015年7月22日にGetting Betterから発売された。

## 概要
表題曲の1つである「MEGA SHAKE IT!」は、ハウスウェルネスフーズ「メガシャキ」のCMソングに起用された。今作は、バンドのマスコットキャラクターであるネズミくんの人形が付属される期間限定生産盤と通常盤の2種類でリリースされた。
今作でテレビ朝日系音楽番組『ミュージックステーション』に初出演し、「MEGA SHAKE IT!」を披露された。また歌詞中に登場する「歌詞に意味なんか要らない」とは、以前タモリ自身が「ヨルタモリ」で発言されたものであることが明かされた。
ジャケットのイラストは、ミニアルバム「チェンジ ザ ワールド」以来の石黒正数が手掛けている。

## 収録曲
| 全作詞: ヤマサキセイヤ、全作曲: キュウソネコカミによる。 |                      |                |                        |      |
| #                                                        | タイトル             | 作詞           | 作曲・編曲             | 時間 |
| 1.                                                       | 「MEGA SHAKE IT!」   | ヤマサキセイヤ | キュウソネコカミによる | 4:18 |
| 2.                                                       | 「ハッピーポンコツ」 | ヤマサキセイヤ | キュウソネコカミによる | 4:54 |
| 3.                                                       | 「伝統芸能」         | ヤマサキセイヤ | キュウソネコカミによる | 3:34 |
| 合計時間:                                                | 合計時間:            | 12:46          |                        |      |

### 楽曲解説
1. 「MEGA SHAKE IT!」
ハウスウェルネスフーズ「メガシャキ」CMソング。
JOYnt!-（群馬テレビ）BGM使用。
2. 「ハッピーポンコツ」
片桐仁（ラーメンズ）主演ドラマ「GAKUYA～開場は開演の30分前です～」（2016年11月 - 12月、フジテレビTWO）主題歌[5]。
MVではメンバーがスーツ姿に扮し“ポンコツスパイ”たちを演ずる[6]。
3. 「伝統芸能」